# Ángel Uribe
Pour les articles homonymes, voir Uribe.
Ángel Uribe Sánchez, né le 25 novembre 1938 dans le district d'Ancón à Lima (Pérou) et mort le 17 octobre 2008 dans la même ville, est un footballeur international péruvien qui évoluait au poste d'attaquant.

## Biographie

### Carrière de joueur

#### En club
Joueur d'un seul club, l'Universitario de Deportes, Ángel Uribe y arrive en 1957 mais fait ses débuts officiels en 1959. Auteur de 124 buts en 352 rencontres avec la « U », il est sacré champion du Pérou à sept reprises (voir palmarès) et termine meilleur buteur du championnat en 1964 (15 buts inscrits).
Par ailleurs, il dispute avec l'Universitario neuf éditions de la Copa Libertadores, soit un total de 59 matchs joués dans cette compétition (trois buts inscrits). Il est du reste le premier Péruvien à avoir marqué dans ce tournoi continental.

#### En équipe nationale
Avec l'équipe du Pérou, il joue 10 matchs (pour deux buts inscrits) entre 1960 et 1967. 
Il participe aux Jeux olympiques de 1960 organisés en Italie. Lors du tournoi olympique, il joue trois matchs contre la France, la Hongrie et l'Inde.
Il joue enfin trois matchs comptant pour les tours préliminaires de la coupe du monde, lors des éditions 1962 et 1966.

### Carrière d'entraîneur
Ángel Uribe connaît une brève expérience sur le banc de l'Universitario de Deportes en 1975.

## Palmarès(joueur)
Universitario de Deportes
- Championnat du Pérou (7) :
  - Champion : 1959, 1960, 1964, 1966, 1967, 1969 et 1971.
  - Meilleur buteur : 1964 (15 buts).

- Copa Libertadores :
  - Finaliste : 1972.